# 池ジュン子
池 ジュン子（いけ ジュンこ）は、日本の漫画家。京都府出身。

## 来歴
学生時代、「ララまんがグランプリ」のセミナーで同期の漫画家である河口けいと出会う。
2010年、「168h」が第219回LMSベストルーキー賞を受賞し、『LaLaDX』（白泉社）2010年5月号に掲載。同年、「樹音を繋いで」が第54回LMGゴールドデビュー賞を受賞し、同誌9月号に掲載されデビュー。
2013年8月、『LaLa』（同）10月号より本誌初連載作品となる『ソラの妖精』の連載を開始。2014年、同誌3月号にてオネエ男子と剣道部女子の恋を描いた『水玉ハニーボーイ』の読み切りを掲載し、好評を得て同年6月号より集中連載を開始。反響を得て同年12月号より連載化される。
2016年7月23日から8月2日まで、『LaLa』の40周年を記念して東京都の西武池袋本店別館2階西武ギャラリーにて開催された原画展「美しい少女まんがの世界」に池も参加。
2017年2月、『LaLaDX』3月号よりオネエを目指すショートギャグ『オネエ男子、はじめます。』の連載を開始。
2018年7月29日に東京都のワテラスコモンホールにて白泉社4誌合同により開催された「白泉社即日デビューまんが賞2018」のイベントのひとつとして、池によるデジタル作画講習が行われた。
2019年、同誌2020年1月号に同居ラブコメ作品『末永くよろしくお願いします』の読み切りが掲載され、好評により連載化となり、同年5月号より連載開始。2021年にデビュー10周年を迎えた記念として、『LaLa』8月号にて河口けいとのコラボ企画が掲載された。
2024年、『BLaLa』（同）Vol.11より初のボーイズラブ作品となる『我慢しないで抱きしめて』の連載を開始。同年、『LaLaDX』7月号より『3月の霹靂』の連載を開始。

## 作風
「濃いキャラクターとテンポのよい掛け合い」でラブコメを描く。
「『オネエ男子系少女漫画』のトップランナー」といわれており、「オネエ男子系少女漫画」といえば池、と名前が挙げられる。河口けいによると、池は「オネエキャラ」を描くのが上手である。池は性癖により「オネエ」が好きだからだという。

## 人物
作画について、2018年7月29日に開催された「白泉社即日デビューまんが賞2018」にて、「フルデジタルになったのは1年半くらい前から」であると明かしている。「下絵はかなり早い段階からデジタル」であったが、「段階を踏んでデジタルに作業を移行」しており、背景はCLIP STUDIOを使用している。フルデジタルに移行した後は、「アシスタントを雇っていない」という。ペン入れについては「好きなところから、気分で」描くため、「目から描くこともあるけど、腰から描いたり」と語っている。

## 作品リスト

### 漫画作品
- 凡例
  - 〈収録〉B1：『BEAR BEAR』第1巻 / 椿：『椿坂トリコロール』 / ソ：『ソラの妖精』 / 水：『水玉ハニーボーイ』 / 現：『現代魔法使いのお気に入り』 / 末：『末永くよろしくお願いします』 / 未：単行本未収録

|  | 連載作品 |  | 読切作品 |

|    | 作品名                                           | 種   | 発行   | 掲載                                                                    | 収録 | 注記                                                                |
| -- | ------------------------------------------------ | ---- | ------ | ----------------------------------------------------------------------- | ---- | ------------------------------------------------------------------- |
| 1  | 168h                                             | 読切 | 白泉社 | LaLaDX 2010年5月号                                                      | 椿   |                                                                     |
| 2  | 樹音を繋いで                                     | 読切 | 白泉社 | LaLaDX 2010年9月号                                                      | ソ   |                                                                     |
| 3  | よろしくブラザー？                               | 読切 | 白泉社 | LaLaDX 2011年3月号                                                      | 水   |                                                                     |
| 4  | 砂漠の鎮魂歌                                     | 読切 | 白泉社 | 黒LaLa                                                                  | B1   |                                                                     |
| 5  | ちらちらきらり                                   | 読切 | 白泉社 | LaLaDX 2011年11月号                                                     | ソ   |                                                                     |
| 6  | See you again                                    | 読切 | 白泉社 | 白LaLa                                                                  | B1   |                                                                     |
| 7  | BEAR BEAR                                        | 連載 | 白泉社 | LaLaDX 2012年1月号 - 2013年7月号                                        | —    |                                                                     |
| 8  | 冬空に響く                                       | 読切 | 白泉社 | LaLaDX 2012年3月号                                                      | 水   |                                                                     |
| 9  | 椿坂トリコロール                                 | 読切 | 白泉社 | 青LaLa                                                                  | —    | 『椿坂トリコロール』シリーズ                                        |
| 10 | BEAR BEAR                                        | 読切 | 白泉社 | LaLa 2013年1月号                                                        | —    | 『LaLa』本誌初登場作品                                              |
| 11 | 椿坂トリコロール                                 | 読切 | 白泉社 | LaLa 2013年3月号                                                        | —    | 『椿坂トリコロール』シリーズ 読み切り扱い                           |
| 12 | 椿坂トリコロール                                 | 読切 | 白泉社 | LaLa 2013年5月号                                                        | —    | 『椿坂トリコロール』シリーズ 読み切り扱い                           |
| 13 | 椿坂トリコロール                                 | 読切 | 白泉社 | LaLa 2013年8月号                                                        | —    | 『椿坂トリコロール』シリーズ 読み切り扱い                           |
| 14 | ソラの妖精                                       | 連載 | 白泉社 | LaLa 2013年10月号 - 12月号                                              | —    |                                                                     |
| 15 | 盗賊と宝石少女                                   | 読切 | 白泉社 | LaLaファンタジー                                                        | 現   |                                                                     |
| 16 | 水玉ハニーボーイ                                 | 読切 | 白泉社 | LaLa 2014年3月号                                                        | —    |                                                                     |
| 17 | 水玉ハニーボーイ                                 | 連載 | 白泉社 | LaLa 2014年6月号 - 9月号 2014年12月号 - 2019年2月号                     | —    | 読み切りから集中連載を経て連載化                                    |
| 18 | となりの雪女ちゃん                               | 読切 | 白泉社 | LaLa 2016年3月号                                                        | 現   |                                                                     |
| 19 | 貝樹桜子の怪奇な兄達                             | 読切 | 白泉社 | LaLaDX 2016年9月号                                                      | 水   |                                                                     |
| 20 | オネエ男子、はじめます。                         | 連載 | 白泉社 | LaLaDX 2017年3月号 - 2019年3月号 マンガPark 2017年8月1日 - 2019年4月5日 | —    | 並行連載                                                            |
| 21 | ヤンキーと野良犬                                 | 読切 | 白泉社 | LaLaDX 2019年3月号                                                      | 末   |                                                                     |
| 22 | 水玉ハニーボーイ                                 | 読切 | 白泉社 | LaLa 2019年5月号                                                        | —    | 連載完結後読み切りとして掲載                                        |
| 23 | ダンキラ!!! -Boys, be DANCING!-                  | 連載 | 白泉社 | マンガPark 2019年6月8日 - 7月20日 LaLaDX 2019年8月号                    | —    | 原作：株式会社コナミデジタルエンタテインメント ゲームのコミカライズ |
| 24 | 現代魔法使いのお気に入り                         | 読切 | 白泉社 | LaLa 2019年12月号                                                       | 現   |                                                                     |
| 25 | 末永くよろしくお願いします                       | 読切 | 白泉社 | LaLa 2020年1月号                                                        | —    |                                                                     |
| 26 | 末永くよろしくお願いします                       | 連載 | 白泉社 | LaLa 2020年5月号 - 連載中                                               | —    | 読み切りから連載化                                                  |
| 27 | 領主様と宝石少女                                 | 読切 | 白泉社 | 2020年8月5日                                                            | 現   | 単行本描きおろし                                                    |
| 28 | 2代目ミニチュアシュナウザー                      | 読切 | 白泉社 | LaLaDX 2021年5月号                                                      | 未   |                                                                     |
| 29 | 地獄の恋も楽じゃないのでポジティブにお願いします | 読切 | 白泉社 | LaLa 2021年8月号                                                        | 未   | 原作：河口けい デビュー10周年コラボ企画作品                         |
| 30 | 「末よろ」×「たぬき」コラボ漫画                  | 読切 | 白泉社 | LaLa 2021年8月号                                                        | 未   | デビュー10周年コラボ企画作品                                        |
| 31 | まほきし☆ちぇんじ                                | 読切 | 白泉社 | LaLaDX 2022年1月号                                                      | 未   |                                                                     |
| 32 | 侵略者の三田さん                                 | 読切 | 白泉社 | LaLa 2023年12月号                                                       | 未   |                                                                     |
| 33 | 我慢しないで抱きしめて                           | 連載 | 白泉社 | BLaLa Vol.11 - 連載中                                                   | 未   | 初のボーイズラブ作品                                                |
| 34 | 3月の霹靂                                        | 連載 | 白泉社 | LaLaDX 2024年7月号 - 連載中                                             | 未   |                                                                     |

### 書籍
特記のない限り白泉社の花とゆめコミックスより発行。
- 『BEAR BEAR』2012年 - 2013年、全2巻 - 第1巻が初の単行本[40]。
- 『椿坂トリコロール』2013年10月4日発売[41]、ISBN 978-4-592-21011-5
- 『ソラの妖精』2014年2月5日発売[42]、ISBN 978-4-592-21014-6
- 『水玉ハニーボーイ』2014年 - 2019年、全10巻
  1. 2014年11月5日発売[6][43]、ISBN 978-4-592-21041-2
  2. 2015年4月3日発売[44][45]、ISBN 978-4-592-21042-9
  3. 2015年10月5日発売[46][47]、ISBN 978-4-592-21043-6
  4. 2016年5月2日発売[48][49]、ISBN 978-4-592-21044-3
  5. 2016年10月5日発売[50][51]、ISBN 978-4-592-21045-0
    - （小冊子付き特装版）同日発売[52]、ISBN 978-4-592-21825-8

  6. 2017年2月3日発売[53]、ISBN 978-4-592-21046-7
  7. 2017年9月5日発売[54]、ISBN 978-4-592-21047-4
  8. 2018年4月5日発売[55]、ISBN 978-4-592-21048-1
  9. 2018年10月5日発売[56]、ISBN 978-4-592-21049-8
  10. 2019年4月5日発売[57][58]、ISBN 978-4-592-21050-4
    - （小冊子付き特装版）同日発売[59]、ISBN 978-4-592-21877-7
- 『オネエ男子、はじめます。』白泉社〈花とゆめコミックススペシャル〉2017年 - 2019年、全4巻
  1. 2017年9月5日発売[60]、ISBN 978-4-592-21126-6
  2. 2018年4月5日発売[61]、ISBN 978-4-592-21127-3
  3. 2018年10月5日発売[62]、ISBN 978-4-592-21128-0
  4. 2019年4月5日発売[57][63]、ISBN 978-4-592-21129-7
- 『ダンキラ!!! 公式コミック＆ガイド ドラマCD付き メリーパニック・エトワール編』原作：株式会社コナミデジタルエンタテインメント、白泉社〈花とゆめコミックススペシャル〉、2020年2月5日発売[64][65]
- 『末永くよろしくお願いします』2020年 - 、既刊14巻（2025年7月4日現在）
  1. 2020年8月5日発売[36][66]、ISBN 978-4-592-22051-0
  2. 2021年1月4日発売[67]、ISBN 978-4-592-22052-7
  3. 2021年6月4日発売[68]、ISBN 978-4-592-22053-4
  4. 2021年12月3日発売[69]、ISBN 978-4-592-22054-1
  5. 2022年5月2日発売[70]、ISBN 978-4-592-22055-8
  6. 2022年7月5日発売[71]、ISBN 978-4-592-22116-6
  7. 2022年11月4日発売[72]、ISBN 978-4-592-22117-3
  8. 2023年5月2日発売[73]、ISBN 978-4-592-22118-0
  9. 2023年9月5日発売[74]、ISBN 978-4-592-22119-7
  10. 2024年1月4日発売[75]、ISBN 978-4-592-22120-3
  11. 2024年6月5日発売[76]、ISBN 978-4-592-22176-0
  12. 2024年9月5日発売[77]、ISBN 978-4-592-22177-7
  13. 2025年3月5日発売[78]、ISBN 978-4-592-22178-4
  14. 2025年7月4日発売[79]、ISBN 978-4-592-22179-1
- 『現代魔法使いのお気に入り』2020年8月5日発売[36][80]、ISBN 978-4-592-22035-0 - 初の読切集[81]。
- 『3月の霹靂』2025年 - 、既刊1巻（2025年3月5日現在）
  1. 2025年3月5日発売[82]、ISBN 978-4-592-22227-9

### その他
- ニャンコ先生コラボカード（『LaLa』45周年書店フェア第1弾「LaLa×アニメイト」、2021年5月[83]） - 自身の作品とニャンコ先生との描きおろしコラボイラスト[83]